# Plumularia caliculata
Plumularia caliculata is een hydroïdpoliep uit de familie Plumulariidae. De poliep komt uit het geslacht Plumularia. Plumularia caliculata werd in 1888 voor het eerst wetenschappelijk beschreven door Bale. 